# Dietmar Hötger
Dietmar Hötger, né le 8 juin 1947 à Hoyerswerda, est un judoka est-allemand. Il compte à son palmarès une médaille de bronze olympique et deux titres européens.

## Palmarès international
| Année | Compétition           | Lieu         | Résultat | Catégorie      |
| ----- | --------------------- | ------------ | -------- | -------------- |
| 1970  | Championnats d'Europe | Berlin       | 2e       | Moins de 70 kg |
| 1971  | Championnats du monde | Ludwigshafen | 3e       | Moins de 70 kg |
| 1972  | Championnats d'Europe | Voorburg     | 1er      | Moins de 70 kg |
| 1972  | Jeux olympiques       | Munich       | 3e       | Moins de 70 kg |
| 1973  | Championnats d'Europe | Madrid       | 1er      | Moins de 70 kg |
| 1973  | Championnats du monde | Lausanne     | 2e       | Moins de 70 kg |
| 1975  | Championnats d'Europe | Lyon         | 3e       | Moins de 70 kg |
| 1976  | Championnats d'Europe | Kiev         | 2e       | Moins de 70 kg |